# 1936–1937-es magyar férfi kosárlabda-bajnokság
Az 1936–1937-es magyar férfi kosárlabda-bajnokság az ötödik magyar kosárlabda-bajnokság volt. Nyolc csapat indult el, a csapatok két kört játszottak. Azonos pontszám esetén holtverseny volt.
A TFSC és a BBTE az első kör után visszalépett, de eredményeiket nem törölték.

## Tabella
| #    | Csapat                   | M  | Gy | V  | K+  | K-  | P  | Megjegyzés   |
| ---- | ------------------------ | -- | -- | -- | --- | --- | -- | ------------ |
| 1.   | BSzKRt SE                | 14 | 13 | 1  | 354 | 153 | 26 |              |
| 2.   | MAC                      | 14 | 12 | 2  | 400 | 173 | 24 |              |
| 3.   | MAFC                     | 14 | 10 | 4  | 294 | 198 | 20 |              |
| 4.   | Vívó és Atlétikai Club   | 14 | 7  | 7  | 289 | 248 | 14 |              |
| 5-6. | BEAC                     | 14 | 4  | 10 | 161 | 300 | 8  |              |
| 5-6. | Testnevelési Főiskola SC | 14 | 4  | 10 | 223 | 154 | 8  | visszalépett |
| 7.   | Szent István HC          | 14 | 3  | 11 | 143 | 569 | 6  |              |
| 8.   | BBTE                     | 14 | 2  | 12 | 192 | 261 | 4  | visszalépett |

* M: Mérkőzés Gy: Győzelem V: Vereség K+: Dobott kosár K-: Kapott kosár P: Pont
Megjegyzés: A TFSC-BBTE meccs mindkettejüknél vereségként szerepel, mert mindkét csapat visszalépett addigra. A Nemzeti Sport táblázata némileg eltér pontszámban (3. helyezettől) és helyezésben (5. helyezettől) is, de a MASZ évkönyv kereszttáblázatot is tartalmaz, valamint a MASZ írta ki a bajnokságot, ezért az ottani adatok szerepelnek.